# 鈴木修 (作曲家)
鈴木 修（すずき おさむ、1965年 - ）は、作曲家、編曲家、ギタリスト。
商業BGM（放送、メディア、企業向け）の音楽制作者で、株式会社音作家（OTOSAKKAレーベル）代表取締役。 静岡県沼津市出身。

## 経歴
テレビ朝日系列の東京サウンドプロダクションの社員としてテレビ番組の音響効果の担当をしていた。1980年代からワールドプロレスリング（テレビ朝日）を担当することでプロレスと関わることになる。ベイダーの初参戦時や、馳浩の日本デビュー時の入場曲、ワールドプロレスリングTM［スコア］を選んだのも鈴木である。1988年藤波辰爾よりヘビー級に相応しいテーマ曲の作曲を依頼され「RISING」を作曲制作。その後1989年橋本真也、蝶野正洋、1990年に武藤敬司、佐々木健介、MUTA、1998年小橋健太のテーマ曲と続き現在に至る。作品の殆どが作曲、編曲、演奏を本人が担当している。映像や舞台の背景音楽や個人依頼による音楽制作が主。
プロレスの選手テーマ曲の作曲者として、新日本プロレス、全日本プロレス、プロレスリング・ノアといったメジャー団体の選手に多くの曲を提供している。代表曲に、橋本真也の「爆勝宣言」、武藤敬司の「HOLD OUT」、小橋建太（健太）の「GRAND SWORD」等がある。1999年4月17日に日本武道館で行われた「ジャイアント馬場お別れの会『ありがとう』」の際には追悼メイン奏者を務めた。
2008年10月にアルバム『STYLUS』を発売。11月7日、新宿FACEで発売記念ライブ及び、武藤敬司、蝶野正洋、橋本真也の長男で後にプロレスデビューした橋本大地によるトークショーが行われた。
2009年10月12日 NHK-FM放送の祝日特番「今日は一日○○三昧」シリーズの『今日は一日“プロレス・格闘技テーマ曲”三昧』にゲスト出演。「アントニオ猪木の入場テーマよりかっこよいものを作ってくれ」と言われ「爆勝宣言」を作曲したなど、橋本真也とのエピソードを披露した。
2010年11月より全国ツアーを開始。同年12月、森嶋猛「EXTRA STATUS」、潮崎豪「ENFONCER」の収録されたソロアルバムを発表。その他、企業テーマ曲、個人依頼曲等をはじめ、2012宝塚歌劇団月組公演『Misty Station』－霧の終着駅－  2014宝塚歌劇団花組公演『TAKARAZUA夢∞眩』2015年宝塚歌劇団雪組公演『ラエスメラルダ』での楽曲提供がある。
2021年6月26日 東京大田区体育館での全日本プロレス三巴の三冠戦にてジェイク.リーのテーマ曲『戴冠の定義』が使用され、ジェイクリーが三冠王者となった。同日、双子の斉藤ジュン、レイのテーマ曲『MAJESTIC VOW』が初披露された。12月にはDDTプロレス遠藤哲哉『CORE TOOL』発表、以降全日本プロレス本田竜輝、大森北斗、井上凌、青柳亮生、LIDET UWFテーマ、後楽園ホール還暦祭テーマ、大日本プロレスの菊田一美、フリーの羆嵐、土肥こうじ、各楽曲を提供。
2022年4月30日NHK-FM『今日は一日“プロレス・格闘技テーマ曲”三昧』に再出演。9月18日日本武道館にて安齊勇馬デビュー戦にて『ROOT ON』を生演奏。11月17日 国立代々木第一体育館にて行われたシンニチズムミュージックフェスでの生演奏では武藤敬司、蝶野正洋と久しぶりの共演が全国TV放映された。
2022年から2023年に掛けて宝塚歌劇団星組「JAGUAR BEAT」にて『ENFONCER』『DRAMATIC』が採用された。
2023年2月21日東京ドームで行われた武藤敬司引退興行のオーラス曲『HOLD OUT FAINAL』を制作。

## 主な提供曲
- 「FANTASTIC CITY」 蝶野正洋のテーマ
  - 宝塚歌劇団月組公演『Misty Station』－霧の終着駅－に提供
- 「SYMBOL」 武藤敬司のテーマ
  - 宝塚歌劇団花組公演『TAKARAZUKA夢∞眩』に提供、蘭寿とむによる歌唱
- 「EXTRA STATUS」 森嶋猛のテーマ
  - 宝塚歌劇団花組公演『TAKARAZUKA夢∞眩』に提供、蘭寿とむによる歌唱
- 「ENFONCER」 潮崎豪
  - 宝塚歌劇団星組公演『JAGUAR BEAT』に提供
- 「戴冠の定義」ジェイク・リーのテーマ
- 「TO-U」 船木誠勝のテーマ （オリジナルは1987）
- 「STYLUS」 小島聡のテーマ
- 「PROBABILITY」 真田聖也のテーマ
- 「MUTA-院殿-」 グレート・ムタのテーマ
- 「RISING」 藤波辰爾のテーマ
- 「爆勝宣言」 橋本真也、橋本大地のテーマ
- 「HOLD OUT」 武藤敬司のテーマ
- 「MUTA」 グレート・ムタのテーマ
- 「POWER」 佐々木健介、中嶋勝彦のテーマ
- 「SAMURAI」 越中詩郎のテーマ
- 「Mr.B.D.」 後藤達俊のテーマ
- 「TERRIBLE GIFT」 エル・サムライのテーマ
- 「GRAND SWORD」 小橋建太のテーマ
- 「FAINAL EXPLODER」秋山準のテーマ
- 「THRUSTER」 田上明のテーマ
- 「TRADITION」 志賀賢太郎のテーマ
- 「SUN」 太陽ケアのテーマ
- 「HOLD OUT SUN」 太陽ケアのテーマ
- 「LOCAL WORD」 宮本和志のテーマ
- 「ELDEST」 崔領二のテーマ
- 「SATRAP」 佐藤耕平のテーマ
- 「MAJESTIC VOW」 斉藤ジュン、レイのテーマ
- 「CORE TOOL」 遠藤哲哉のテーマ
- 「ROOT ON」安齊勇馬のテーマ
- 「MAINSTAY」本田竜輝のテーマ
- 「NORTHEN STAR KNIGHT」大森北斗のテーマ
- 「RIGHT PASS FOR VIRTUE」井上凌のテーマ
- 「暴哮の宴」羆嵐のテーマ
- 「みんなで叫ぼうHA!h」土肥こうじのテーマ
- 「PALMAR TRAJECTORY」菊田一美のテーマ
- 「DRAMATIC」 橋本真也最強伝説
- 「LOVE HAWK」愛鷹亮のテーマ

## アルバム
- 『New Japan Rising』（1989年1月20日）VICTOR
- 『KICK OUT』（1998年9月18日）PONYCANYON
- 『GRAND SWORD』（2001年12月21日）VAP
- 『STYLUS』（2008年10月31日）avex
- 『SYMBOL』（2010年1月2日）OTOSAKKA
- 『EXTRA.STATUS-ENFONCER』（2010年12月7日）OTOSAKKA
- 『ZERO-1』（2011年7月28日）OTOSAKKA
- 『鈴木修 WORKS 爆勝宣言』2枚組ベスト盤（2021年9月15日）KING